# Nelson Veras
Nelson Veras est un guitariste de jazz brésilien né le 6 août 1977 à Salvador de Bahia au Brésil.

## Biographie
Nelson Veras commence la guitare classique en suivant pendant deux ans des cours avec son voisin Antonio Benitez Isturian. À l'âge de 14 ans, il quitte le Brésil pour étudier six mois à l'école de musique ARPEJ à Paris. Il prend des cours d'harmonie avec le pianiste et compositeur américain Jeff Gardner. Il fréquente assidument les clubs de jazz et les master classes. En 1992, il est remarqué par Frank Cassenti lors du tournage du film Just a Dream où il rencontre Pat Metheny. Il forme son premier quartet à l'âge de 16 ans avec Éric Barret, Michel Benita et Aldo Romano avec lequel il joue en première partie de Herbie Hancock au festival Jazz in Marciac de 1994, puis au Nice Jazz Festival ou encore au Vannes Jazz Festival. Il enregistre se première apparition discographique sur le disque Second Home de Jeff Gardner et Rick Margitza avec Riccardo Del Fra et Simon Goubert.
En 1996, Nelson Veras participe au sextet « Michel Petrucciani et ses jeunes lions » avec Detlev Beier (b), Flavio Boltro (tp), Olivier Ker Ourio (hca) et Manhu Roche (d). Il entre dans la classe de jazz du Conservatoire national supérieur de musique et de danse de Paris en 1997 pour une courte durée,.
En 1998, il retourne au Brésil où il se marie, et termine ses études scolaires. Cette même année, il fait partie des finalistes de la première édition du concours Prêmio Visa de Música Popular Brasileira aux côtés de Hamilton Hollanda et André Mehmari. Il décide finalement de retourner à Paris à la fin de l'année 1999.
Il enregistre avec Aldo Romano en compagnie de Palle Danielsson et Stefano Di Battista. Il joue également avec Brad Mehldau, Gary Peacock, Lee Konitz, Daniel Humair, Michel Graillier, Malik Mezzadri, Alexandra Grimal, Jozef Dumoulin, Gildas Boclé, Sylvain Barou et Jacques Pellen (Celtic Tales), Dominique Di Piazza, Jean-Louis Matinier, Steve Coleman, Mark Turner.

### Enseignement
Depuis 2017, il enseigne à l'American School of Modern Music.

## Style
Nelson Veras développe un jeu singulier alliant une maîtrise poussée des différentes divisions de la pulsation ainsi qu'un jeu chromatique particulier. À la suite de ses collaborations avec le groupe belge Octurn, il fait ponctuellement usage des modes à transposition limitée dans ses improvisations,.

## Discographie

### En leader
- 2004 : Nelson Veras avec Daniel Yvinec (b), Stéphane Galland (d), Harmen Fraanje (p) (Label Bleu LBLC6671)
- 2009 : Solo Session Vol.1 (Bee Jazz BEE035)
- 2011 : Rouge sur Blanc, avec Thomas Morgan (b) et Stéphane Galland (d) (Bee Jazz BEE002)
- 2014 : Prélude, avec Airelle Besson (Naïve – NJ 624911)
- 2018 : Kreisberg Meets Veras, avec Jonathan Kreisberg (New for Now Music)

### En sideman
- 1994 : Jeff Gardner/Rick Margitza, Second Home (Musidisc 500722)
- 1996 : Aldo Romano, Intervista (Verve, 5371962)
- 1997 : 6 1/2, New York - Paris - Nice (Dreyfus Jazz FDM 365842)
- 1999 : Ivete Sangalo, Canibal (Dreyfus Jazz)
- 2000 : Magic Malik Orchestra, 69 96 (Label Bleu LBLC 663HM83)
- 2001 : Yoshino, Passion Flute
- 2001 : Olivier Ker Ourio, A ride with the wind (Naïve Y 226130)
- 2002 : Dimitri from Paris, After the Playboy Mansion
- 2003 : Magic Malik Orchestra, 13 XP-Song's Book (Label Bleu)
- 2003 : Harmen Fraanje quartet, Sonatala
- 2003 : Christophe Wallemme, Time Zone
- 2003 : Jean-Louis Matinier,  Confluences (Enja)
- 2004 : Stefano Cantini, Niccolina al Mare
- 2005 : Claude Nougaro, La Note Bleue
- 2005 : Aka Moon/Robin Eubanks, Amazir
- 2005 : Aldo Romano, Chante
- 2005 : Marcia Maria, Compositor
- 2005 : Harmen Fraanje Quintet, Ronja
- 2006 : Christophe Wallemme, Namaste
- 2006 : Steve Coleman, Weaving Symbolics
- 2007 : Daniel Yvinec, The Lost Crooners Bee Jazz
- 2007 : Harmen Fraanje Quintet, Sonatala
- 2007 : Dominique Di Piazza, Princess Sita
- 2007 : Ricardo Tete, Geringonca
- 2007 : Octurn, XP's Live
- 2009 : Octurn, 7 Eyes
- 2010 : Adam Pierończyk, Komeda - The Innocent Sorcerer
- 2012 : Brice Soniano, Beyond Time (Astropi)
- 2012 : Sergio Krakowski, Carrossel de Passaros
- 2012 : Octurn, Kailash
- 2012 : Éric Le Lann, I Remember Chet
- 2013 : Frédéric Viale, La Belle Chose
- 2013 : Alexandra Grimal, Heliopolis (Cordes & Âmes)
- 2013 : Alter Quintet, Pampeana
- 2013 : Gildas Boclé, Country Roads
- 2013 : Jean-Baptiste Boclé, Tribute to Milt Jackson
- 2013 : Hubert Dupont, Jasmin
- 2015 : Jeff Gardner/Pierre Comblat, Look Inside
- 2015 : Denis Guivarch, Reverse
- 2015 : Franck Nicolas, Trio Soleil
- 2015 : Adam Pierończyk, Migratory Poets (For Tune)
- 2015 : Jonathan Orland, Small Talk
- 2015 : Olivier Laisney, Silent Form
- 2016 : Frédéric Viale, Les racines du ciel (Label Bleu)
- 2016 : Julien Vinçonneau Quartet, A Close Land and People
- 2016 : Toma Gouband/Benoît Delbecq/Nelson Veras, 1-0
- 2017 : Bruno Schorp, Into the World (Shed Music)
- 2017 : Fred Pasqua, Moon River (Bruit Chic)
- 2019 : The Workshop, More Conversations With The Drum (Onze Heures Onze)
- 2020 : Pablo Held, Ascent
- 2020 : Frédéric Viale, L'Envol (Diapason)
- 2020 : Félix Zurstrassen, Nova (Igloo Records)
- 2021 : Florian Arbenz, Conversation #1 : Condensed (Hammer)
- 2023 : Pierre de Bethmann, Essais, vol. 4 (Alea)